# Emilio Portes Gil
Emilio Cándido Portes Gil (Ciudad Victoria, Tamaulipas; 3 de octubre de 1890-Ciudad de México; 10 de diciembre de 1978) fue un político, abogado y diplomático mexicano que se desempeñó como presidente de México del 1 de diciembre de 1928 al 5 de febrero de 1930. Fue el último presidente que ejerció el cargo en calidad de interino.

## Biografía

### Orígenes
Nació en Ciudad Victoria, capital del estado de Tamaulipas, el día 3 de octubre de 1890. Sus progenitores fueron Domingo Portes y la señora Adelaida Gil, nacida en la ciudad de La Vega (República Dominicana). Vivían en la casa número 16 de la calle "Matamoros". Emilio quedó en la orfandad de padre a la edad de tres años y ante el desamparo económico en que se encontraba su familia, fue su madre la encargada de mantenerlo y de modelarlo en su niñez. Doña Adelaida tomó el timón de la familia y para sostenerla realizó quehaceres, a veces hasta por las noches, de costurera.

### Formación
Portes Gil estudió la primaria en su ciudad natal, y la secundaria en la Escuela Normal de Ciudad Victoria. Posteriormente se trasladó a la Ciudad de México, donde ingresó, como alumno fundador, en 1912 a la Escuela Libre de Derecho, institución en la que se recibió como abogado en el año de 1915.

### Vida política
Ocupó diversos cargos públicos y fue Diputado Federal. En 1920, se afilió a la Revolución de Agua Prieta siendo gobernador provisional de Tamaulipas. Dos años después, contrajo matrimonio con Carmen García González.
El 17 de mayo de 1924 fundó el Partido Socialista Fronterizo y en el año de 1925 fue gobernador constitucional de Tamaulipas. En su gobierno, realizó una importante actividad legislativa y promovió la organización de los obreros y campesinos. Ejerció fuerte influencia en los gobiernos y en la política de Tamaulipas desde 1928.

## Presidencia

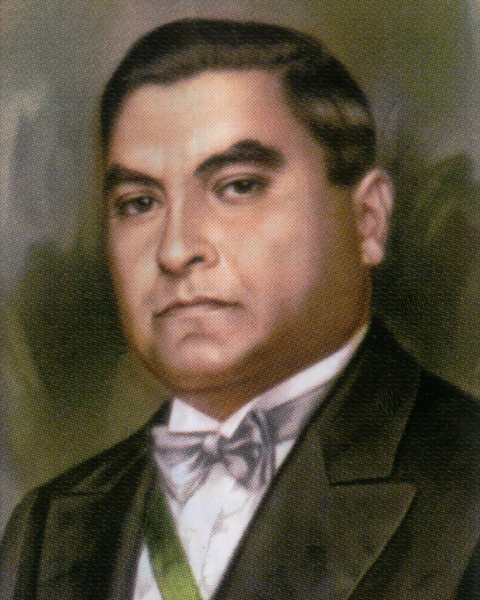
Retrato de Emilio Portes Gil, 1929.

Del 18 de agosto al 30 de noviembre de 1928 fue secretario de Gobernación; y fue designado por el Congreso, presidente interino de la República iniciando su período el 1 de diciembre del mismo año; pues el presidente electo, Álvaro Obregón había sido asesinado.

### Política interna
Emilio Portes Gil asume la presidencia interina el 1 de diciembre de 1928. Los principales aspectos de su política, eran similares a la de sus antecesores: la reconstrucción económica, encaminada a modernizar el país, y convertirlo en una nación capitalista, establecer definitivamente la hegemonía del Estado sobre toda la sociedad para administrar los beneficios económicos, pretendía hacer efectivos los postulados de la constitución y el pacto social contenido en los artículos 27 y 123.
Portes Gil conocía el poder del Jefe Máximo pero tenía un cierto ascendiente sobre él, por lo que no se resignó a ser el simple ejecutor de la política ajena. Favoreció el reparto de la tierra; aprovechó que Calles estuviera ocupado en consolidar su poder con miras a la sucesión y repartió cerca de 2 millones de hectáreas que beneficiaron a muchos campesinos, y fortaleció las organizaciones campesinas.

### Fundación del PNR
El 1 de diciembre de 1928, se da el primer paso para la conformación del Partido Nacional Revolucionario. Con la publicación del "Manifiesto de la Nación" se invitaba a todas las organizaciones, partidos y agrupaciones políticas a unirse al Partido para posteriormente convocar a una Convención Nacional para que los representantes de las organizaciones miembro discutieran los estatutos, el programa de principios, la designación de un candidato a la presidencia de la república, así como el nombramiento de las personas que formarían el Comité Director del Partido. El Comité Organizador que realizaría las tareas antes mencionadas estaba constituido por: Plutarco Elías Calles, Aarón Sáenz, y Luis L. León, entre otros, las funciones como organizadores estaban estipuladas en el manifiesto del 12 de diciembre.
La situación política cada día se complicaba más; por un lado el PNR necesitaba el apoyo de los obreros; pero por el otro el líder de la CROM lo obstaculizaba. Al luchar por su ascenso al poder, Morones ocasionaba la enemistad de los obregonistas y al atacar continuamente al presidente provisional, desestabilizaba aún más el ambiente político.
El líder obrero Luis N. Morones intentaba recuperar el poder que había ostentado durante la presidencia de Calles, trató de colocarse en un primer plano enfrentándose a su antiguo enemigo Emilio Portes Gil, la lucha entre los dos más que personal era de carácter político, pues pugnaban por el control de una fuerza de primer orden para establecer la hegemonía del Estado.
Algunos acusaban a Calles de ser el responsable de la insolencia moronista, ya que sin su apoyo el líder obrero no habría atacado tan abiertamente a Portes Gil. Calles se mantuvo al margen, sin negar ni afirmar, lo cual fortaleció la convicción generalizada de que en realidad estaba de acuerdo con Morones.
Luis L. León, integrante del Comité Organizador del PNR, le pidió a Calles que aclarara públicamente su posición con respecto a Morones para darle solución a esta nueva crisis del grupo. Calles, ante la alternativa de su propia caída política y la pérdida de la adhesión de los obregonistas, y con miras al futuro, hizo público que negaba su apoyo a Morones y para evitar malas interpretaciones de su actuación política, se retiraba definitivamente de la vida pública y renunciaba a su cargo del PNR.
Al retirarse de un puesto formal en la política, Calles quedó desvinculado de los compromisos adquiridos con las facciones, con lo que se amplió su capacidad de crear nuevas alianzas, convirtiéndose así en el factor central de las decisiones políticas de la época.

### Rebelión escobarista
Desde el inicio de su gestión, Portes Gil reanudó las negociaciones entre el clero y su gobierno, con miras a buscar una salida viable al problema religioso.
Al mismo tiempo que tenía lugar la Convención del PNR estallaron levantamientos armados en Veracruz, Sonora, Chihuahua, Nuevo León y Durango por generales rebeldes que estaban en desacuerdo con el control que ejercía Calles en la política. Así el 3 de marzo emitieron el Plan de Hermosillo en él, invitaban al pueblo a levantarse en armas contra el gobierno corrupto, desconocían a Portes Gil como presidente y a Calles como dirigente nacional.
Esta rebelión estuvo comandada por José Gonzalo Escobar por esto se conoce como rebelión escobarista, contó con el apoyo de los cristeros lo cual interrumpió nuevamente la comunicación entre el Episcopado mexicano y el gobierno. Dado que Calles estaba formalmente retirado de la vida pública, Portes Gil lo invita a formar parte de su gabinete como Secretario de Guerra, y en esta rebelión el ejército comandado por él, logró la victoria y con esto corroboró su supremacía.
La Santa Sede y los clérigos del país finalmente comprendieron que con la lucha armada no se llegaría a ninguna solución por lo que hubo un cambio de actitud y retiraron su apoyo a los cristeros abriéndose las posibilidades para llegar a un acuerdo con el gobierno. En un principio la Liga de Defensa de las Libertades Religiosa que tenía la dirección urbana del movimiento se opuso a un acuerdo. Sin embargo ambas partes comenzaron el camino de la reconciliación; el gobierno exigía la aplicación absoluta de las leyes anticlericales, permitiendo como una concesión muy especial, que la Iglesia continuará ejerciendo su derecho espiritual sobre la población, siempre y cuando se alejara definitivamente de los asuntos políticos. El conflicto quedó resuelto el 22 de junio de 1929 y los servicios religiosos se restablecieron; el 27 de junio del mismo año se ofició la primera misa pública.

### Huelga estudiantil de 1929
Otro conflicto que tuvo que resolver Portes Gil fue la huelga estudiantil que surgió en la Universidad Nacional de México y que, aunque no fue trascendente para la estabilidad política, opacaba la imagen de autoridad del gobierno y representaba un obstáculo más para el buen desarrollo de la campaña presidencial de Pascual Ortiz. Por ello el 28 de mayo de 1929 se otorgó la autonomía universitaria, con lo que el ánimo estudiantil se calmó.

### Sucesión presidencial
Pasado el periodo estipulado las elecciones volvieron a causar efervescencia. El Partido Nacional Antirreeleccionista apoyó la candidatura del popular exsecretario de Educación José Vasconcelos, quien basó su campaña en la denuncia de la corrupción y en la defensa de una política menos anticlerical.
El PNR nombró a Pascual Ortiz Rubio como candidato a la presidencia. Ortiz Rubio mantuvo conversaciones con Calles para discutir los nombres de los miembros del próximo gabinete presidencial, en el cual debían figurar hombres allegados al Jefe Máximo. Con esto se manifestaba una vez más la indiscutible fuerza política de Calles.
El 17 de noviembre de 1929 se llevaron a cabo las elecciones presidenciales dándole el triunfo al Partido Nacional Revolucionario. El 1 de diciembre Vasconcelos se declaraba como presidente electo de la república y ponía de manifiesto ante la nación la farsa electoral. Exhortó a una rebelión que nunca se llevó a cabo y los vasconcelistas aceptaron la imposición del PNR y por consiguiente, a Ortiz Rubio como presidente electo.

## Después de la presidencia
Una vez terminada su administración, Portes Gil tendría diversos cargos en el gobierno y en la iniciativa privada. Fue embajador en Francia y la India, secretario de Relaciones Exteriores, en algún momento quiso volver a ser gobernador de su estado natal pero fracasó, fue procurador, dirigente del partido oficial y director de la Comisión Nacional de Seguros, cargo que se le confirió ya que durante su mandato se preparó la Ley Federal de Trabajo (promulgada poco después) y se debatió ampliamente sobre el seguro para los trabajadores. Fue presidente de la Academia Mexicana de Derecho Internacional.

### Últimos años y muerte
En la última etapa de su vida se dedicó a redactar testimonios de las experiencias de su actuación en la vida pública de México. Entre sus obras destacan Autobiografía de la Revolución Mexicana y Raigambre de la Revolución de Tamaulipas. Al poco tiempo de haber cumplido los 88 años de edad, fallece en la Ciudad de México el 10 de diciembre de 1978. Es el expresidente que más tiempo tuvo de vida pospresidencial, ya que murió 48 años, 10 meses y 5 días después de terminar su mandato (el 5 de febrero de 1930).